# Алатау (санаторий)
Лечебно-оздоровительный комплекс «Алатау» — оздоровительный, лечебно-профилактический комплекс в городе Алматы

## История
Комплекс санатория был построен в 1986 году. Авторами проекта стали архитекторы Ю.Г.Ратушный, Т.Е.Ералиев, О.Н.Балыкбаев, Г.Д.Джубангалиев, В.И.Сидоров. Над проектом работали также инженеры-конструкторы М.Е.Еркенов, Ж.С.Сыздыков, В.Я.Маркус, М.В.Ким. Изначально территория комплекса составляла 36 га.
Бальнеологический курорт представляет собой крупный санаторный комплекс, который состоит из нескольких объектов. Посетителей встречает колоннада, раскрытая в сторону главного корпуса, плавный изгиб которого замыкает зонированное пространство с северной стороны, где располагаются спортивные площадки, прогулочные аллеи, выходящие к живописному пруду.
В 1999 году на базе санатория состоялся первый ретро-фестиваль «Алма-Ата — моя первая любовь». Санаторий был местом проведения мероприятия в 1999—2009 и 2017 годах.
В 2017 году санаторий был закрыт на реконструкцию для первого капитального ремонта и обновления медицинского оборудования. Отдельно подчёркивается сохранение исторического облика объекта истории и культуры Алма-Аты. Открытие после реставрации запланировано на 2020 год.
С сентября 2021 года курорт называется "Swissotel Wellness Resort Alatau Almaty" и представляет собой пятизвездочный отель с 222 номерами, рестораном, спортивными площадками и аквапарком. На территории расположен собственный источник минеральной воды. Территория — 54 гектара.

## Архитектура
Здание санатория представляет собой строение, построенное в стиле позднесоветского "украшенного" модернизма. Здание имеет протяжённый по своей длине южный фасад, который был решён строгим ритмом горизонтальным расположением поясов лоджий номеров отдыхающих. Архитектура фасада комплекса органично продолжает объёмно-пространственную структуру здания. В отделке комплекса были применены натуральные материалы, такие как ценные породы дерева, гранит и мрамор. Фундамент представляет собой свайное поле из железобетонных свай.
Конструктивная схема нижних этажей главного корпуса основывается на системе сот – перекрещенных в плане  железобетонных арок, которая служит опорой для верхних этажей, решенных в монолитном железобетоне с поперечными стенами, в которых оставлены арочные проемы вдоль всего коридора спального корпуса.
Территория перед санаторием разделена на несколько функциональных зон: площадь — партер, замкнутый с севера колоннадой, спортивная зона, зона активного и тихого отдыха. Главный корпус конструктивно разделен антисейсмическими поясами.

## Памятник истории и культуры
10 ноября 2010 года был утверждён новый Государственный список памятников истории и культуры местного значения города Алматы, одновременно с которым все предыдущие решения по этому поводу были признаны утратившими силу. В этом Постановлении был сохранён статус памятника местного значения санаторию Алатау. Границы охранных зон были утверждены в 2014 году.

## Фото

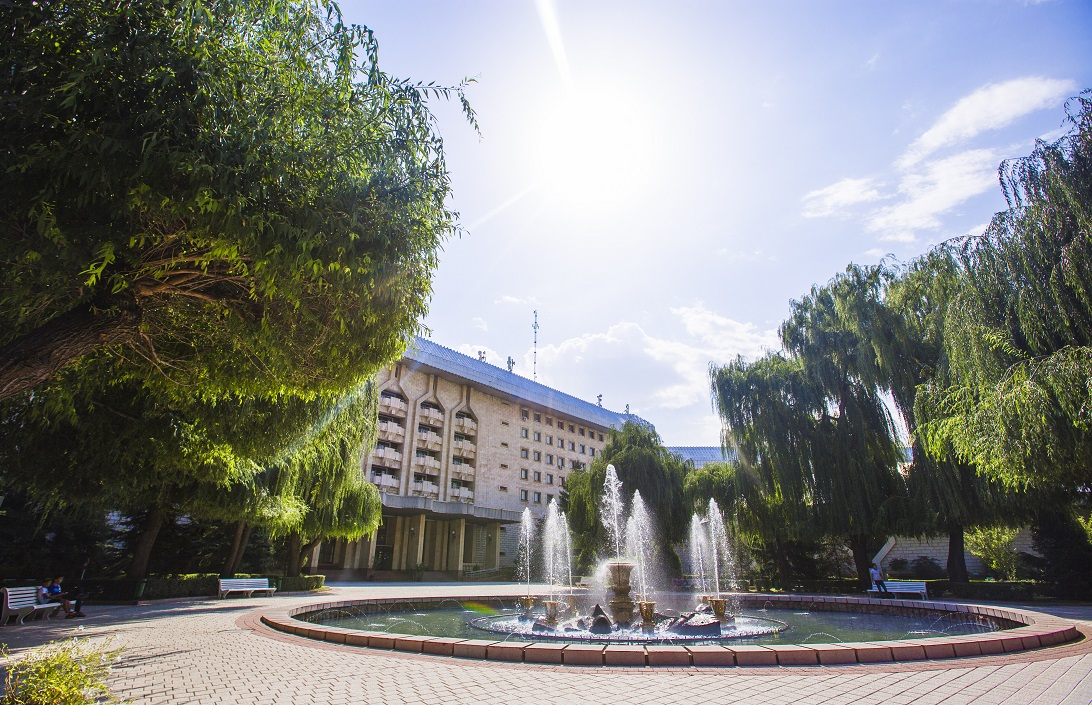
Центральный вход
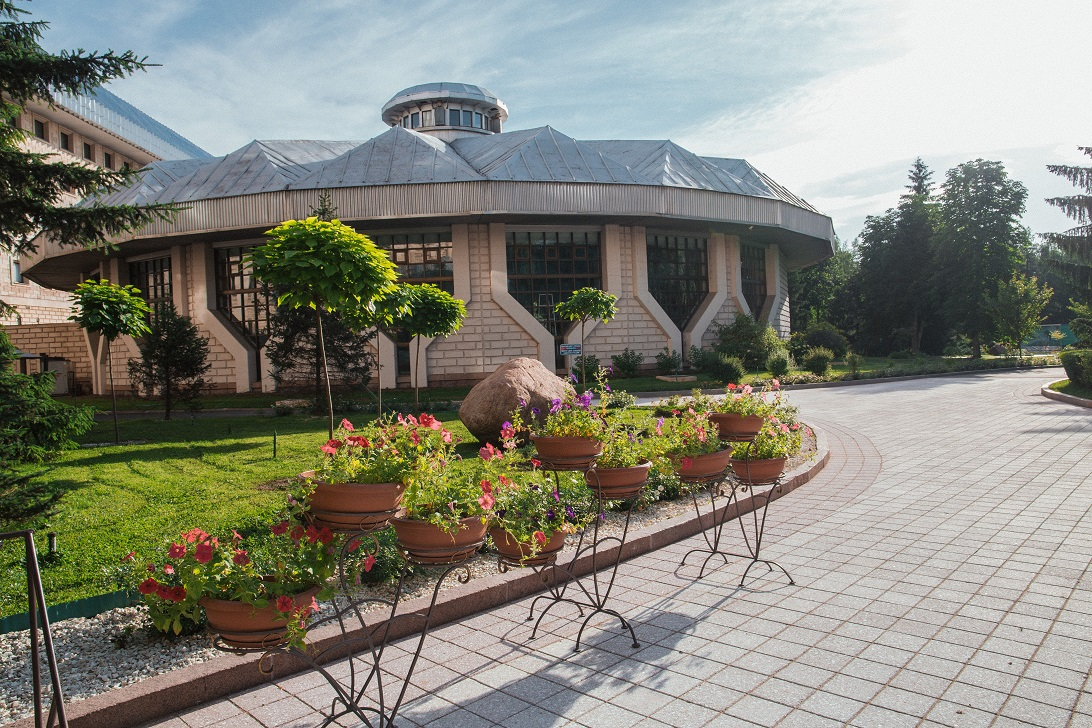
Оранжерея
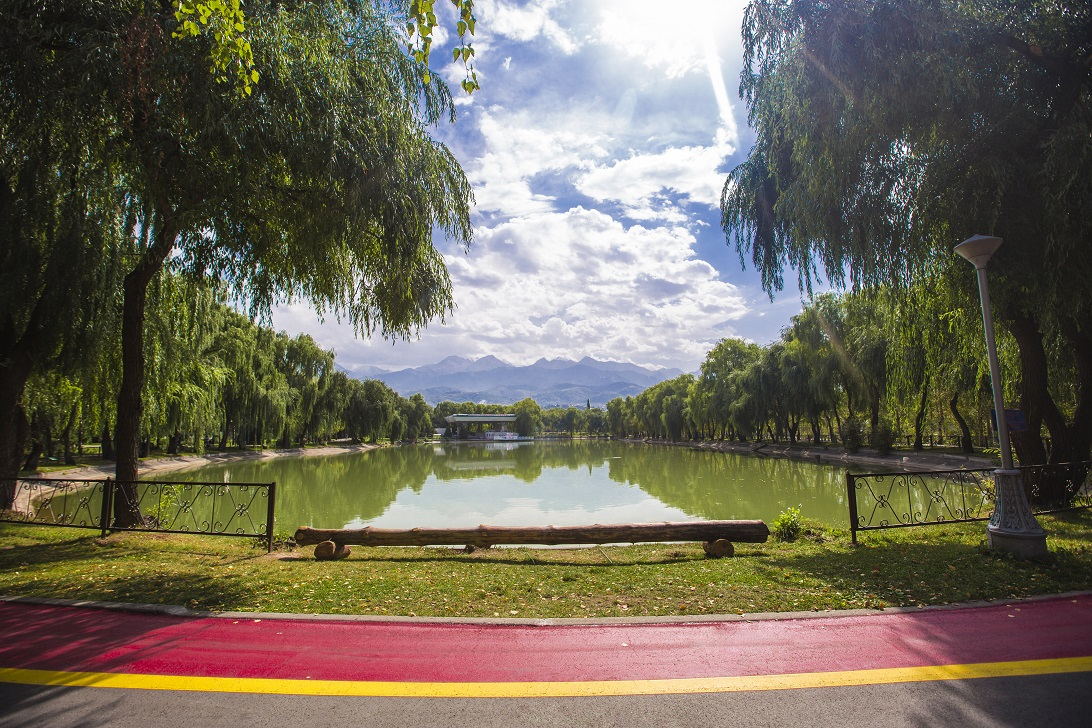
Пруд
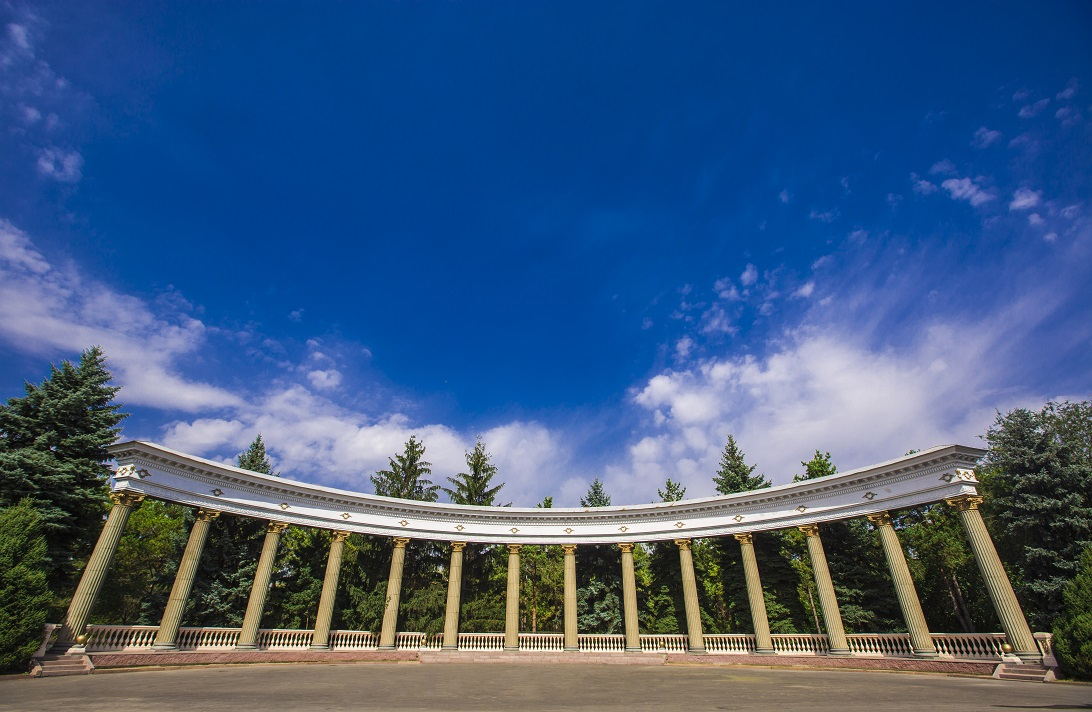
Центральная аллея
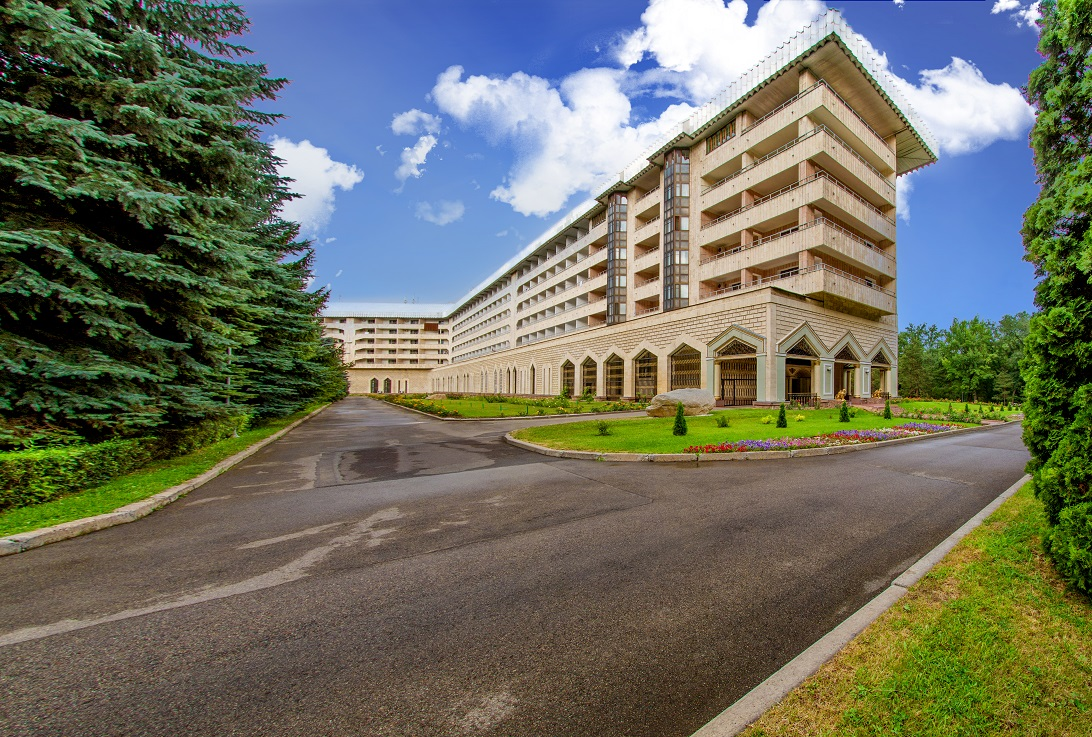
Жилое крыло для отдыхающих
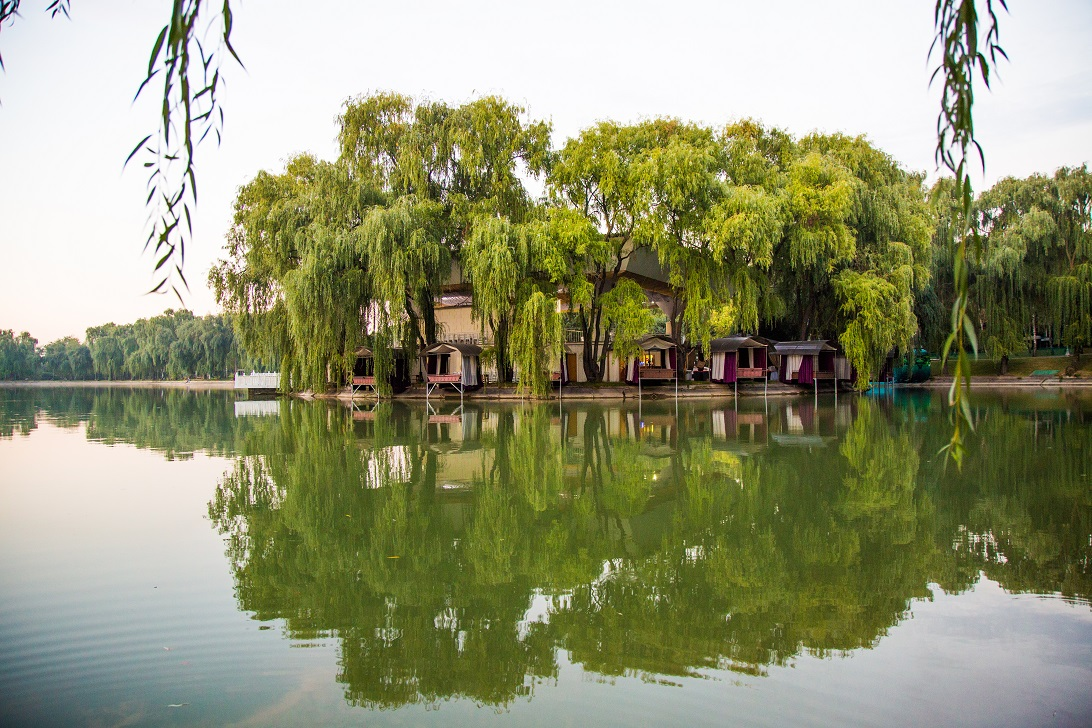
Коттедж на пруду